# Sør-Hidle
Sør-Hidle, auch nur als Hidle bezeichnet, ist eine bewohnte Insel im Horgefjord in der Gemeinde Strand in der norwegischen Provinz Rogaland.

## Geographie

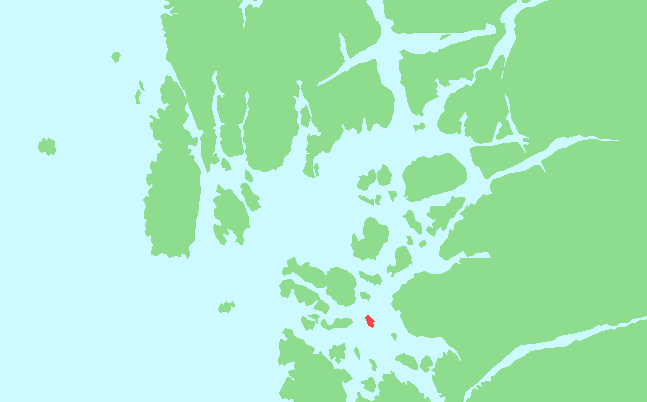
Sør-Hidle in Rogaland

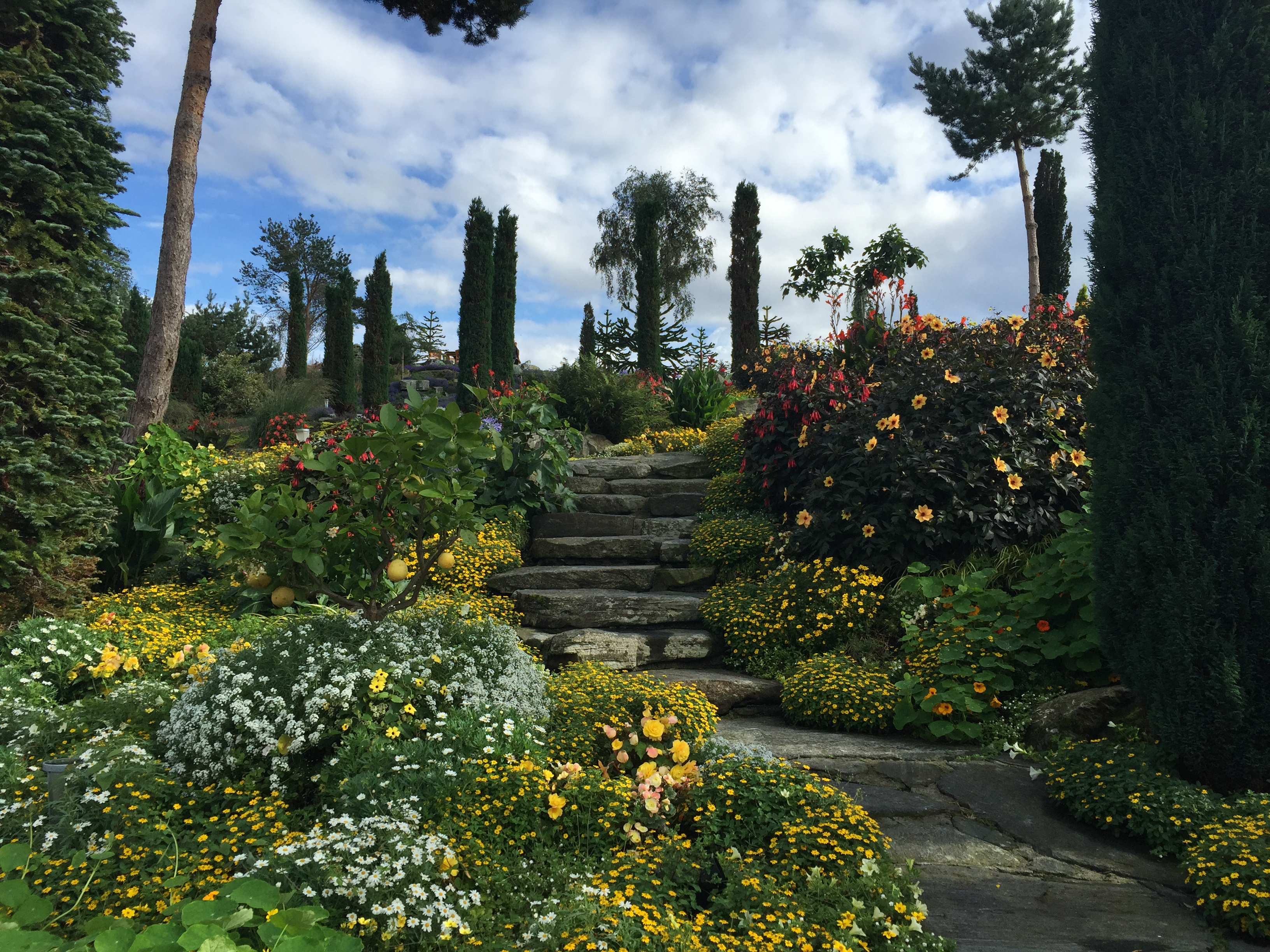
Flor & Fjære, 2015

Sie liegt mitten im Fjord etwa vier Kilometer westlich vom Festland, südwestlich von Tau. Das Stadtzentrum von Stavanger liegt etwa neun Kilometer südwestlich. Größere Inseln in der Nachbarschaft sind Heng im Südosten, Horge im Süden, Hidlekjeøya, Åmøy, Store Prestholmen und Litle Prestholmen im Westen und Rennesøy, Brimse sowie Talgje im Norden. Unmittelbar vor der Nordostspitze liegt die Insel Maglaholmen.
In Nord-Süd-Richtung erstreckt sich die Insel über etwa zwei Kilometer bei einer Breite von bis zu einem Kilometer. Die höchste Erhebung ist der Kråkeberg mit 81 Metern im Südteil der Insel. Die Uferlinie der Insel ist von mehreren Buchten geprägt. Rudlenesvika im Norden, Seiavika, Hidlevågen und Grønevik im Osten sowie Vestre Vågen und Dalstøvika im Westen.

## Nutzung und Bauten
Die Insel befindet sich im Privateigentum und wurde 1965 von den Gärtnern Åsmund und Else Marie Bryn erworben. Sie pflanzten als Schutz vor rauen Winden 3000 Sitka-Fichten und Waldkiefern. Etwa 500 der Bäume blieben erhalten und bilden einen Wald. Ab 1980 wurden im Norden der Insel auf einer Fläche von 4.000 m² Pflanzen für die Gärtnerei der Familie kultiviert. Dieser Garten wurde fortlaufend erweitert und führte zu einem Besucherzuspruch. Seit 1987 besteht der botanische Garten Flor & Fjære mitsamt einem 1995 eröffneten Restaurant und einem Palmengarten. 2016 zählte der Garten etwa 35.000 Besucher. Im Jahr 2007 feierte die norwegische Königin Sonja von Norwegen auf der Insel ihren 70. Geburtstag.
Auf der Insel bestehen 26 archäologische Fundstätten bzw. Kulturdenkmale. Unter dem südlichen Teil der Insel führt der zum Ryfast-Tunnelsystem gehörende Ryfylke-Tunnel entlang, der von Stavanger nach Tau führt.